# حسن اولکر
حسن اولکر (انگلیسی: Hasan Ülker؛ زادهٔ ۲۳ ژوئن ۱۹۹۵) بازیکن فوتبال اهل آلمان است.
از باشگاه‌هایی که در آن بازی کرده‌است می‌توان به باشگاه فوتبال هانزا روستوک و باشگاه فوتبال فاتح کاراگومروک اشاره کرد.